# Europees kampioenschap voetbal mannen onder 19 - 2012 (kwalificatie)
De kwalificatie voor het Europees kampioenschap voetbal voor mannen onder 19 jaar van 2012 werd gespeeld tussen 21 september 2011 en 31 mei 2012. Er zouden in totaal zeven landen kwalificeren voor het eindtoernooi dat in juli 2012 heeft plaatsgevonden in Estland. Spelers die geboren zijn na 1 januari 1993 mochten deelnemen. Estland hoefde geen kwalificatiewedstrijden te spelen, dit land was als gastland automatisch gekwalificeerd. In totaal deden er 51 landen van de UEFA mee.

## Gekwalificeerde landen
| # | Land        | Gekwalificeerd als          | Beste prestatie                           |
| - | ----------- | --------------------------- | ----------------------------------------- |
| 1 | Estland     | Gastland                    | Debuut                                    |
| 2 | Frankrijk   | Eliteronde: Winnaar groep 1 | Kampioen (2005 en 2010)                   |
| 3 | Engeland    | Eliteronde: Winnaar groep 2 | Tweede (2005 en 2009)                     |
| 4 | Servië      | Eliteronde: Winnaar groep 3 | Halve finale (2005, 2009 en 2011)         |
| 5 | Portugal    | Eliteronde: Winnaar groep 4 | Tweede (2003)                             |
| 6 | Griekenland | Eliteronde: Winnaar groep 5 | Tweede (2007)                             |
| 7 | Kroatië     | Eliteronde: Winnaar groep 6 | Halve finale (2010)                       |
| 8 | Spanje      | Eliteronde: Winnaar groep 7 | Kampioen (2002, 2004, 2006, 2007 en 2011) |

## Loting kwalificatieronde
De loting vond plaats op 30 november 2010 om 10:00. Bij de loting voor de kwalificatieronde werden de 48 deelnemende landen verdeeld in twee potten. Daarbij werd rekening gehouden met de coëfficiëntenranking. Voor die ranking telden de resultaten van de 3 vorige toernooien mee (2008, 2009 en 2010). Engeland, Frankrijk en Spanje mochten direct naar de eliteronde en hoefden dus niet mee te doen aan deze ronde.
| Pot A | Pot B |
| --- | --- |
| Portugal Turkije Duitsland Servië Italië Nederland Hongarije Kroatië Oekraïne Rusland Griekenland Noorwegen Zwitserland Slowakije België Oostenrijk Tsjechië Ierland Denemarken Polen Schotland Wit-Rusland Azerbeidzjan IJsland | Finland Slovenië Bulgarije Roemenië Letland Litouwen Zweden Israël Bosnië en Herzegovina Moldavië Noord-Ierland Cyprus Montenegro Albanië Wales Kazachstan Armenië Noord-Macedonië Georgië Malta Faeröer Luxemburg Andorra San Marino |

## Kwalificatieronde

### Groep 1
De wedstrijden werden gespeeld tussen 4 november en 9 november in Portugal.
| Pos | Team       | Wed | W | G | V | Ptn | DV | DT | +/− | Kwalificatie              |   | POR | HUN | FAR | SMR |
| --- | ---------- | --- | - | - | - | --- | -- | -- | --- | ------------------------- | - | --- | --- | --- | --- |
| 1   | Portugal   | 3   | 2 | 1 | 0 | 7   | 18 | 4  | +14 | Geplaatst voor eliteronde |   | —   | 3–3 | 9–1 | 6–0 |
| 2   | Hongarije  | 3   | 2 | 1 | 0 | 7   | 11 | 4  | +7  | Geplaatst voor eliteronde |   | —   | —   | 3–1 | 5–0 |
| 3   | Faeröer    | 3   | 1 | 0 | 2 | 3   | 6  | 12 | −6  |                           |   | —   | —   | —   | 4–0 |
| 4   | San Marino | 3   | 0 | 0 | 3 | 0   | 0  | 15 | −15 |                           | — | —   | —   | —   |     |

### Groep 2
De wedstrijden werden gespeeld tussen 6 oktober en 11 oktober in Bulgarije.
| Pos | Team                  | Wed | W | G | V | Ptn | DV | DT | +/− | Kwalificatie              |   | BIH | IRL | BUL | RUS |
| --- | --------------------- | --- | - | - | - | --- | -- | -- | --- | ------------------------- | - | --- | --- | --- | --- |
| 1   | Bosnië en Herzegovina | 3   | 3 | 0 | 0 | 9   | 6  | 1  | +5  | Geplaatst voor eliteronde |   | —   | 2–0 | 2–1 | 2–0 |
| 2   | Ierland               | 3   | 2 | 0 | 1 | 6   | 7  | 4  | +3  | Geplaatst voor eliteronde |   | —   | —   | 4–1 | 3–1 |
| 3   | Bulgarije             | 3   | 1 | 0 | 2 | 3   | 3  | 6  | −3  |                           |   | —   | —   | —   | 1–0 |
| 4   | Rusland               | 3   | 0 | 0 | 3 | 0   | 1  | 6  | −5  |                           | — | —   | —   | —   |     |

### Groep 3
De wedstrijden werden gespeeld tussen 6 oktober en 11 oktober in Zweden.
| Pos | Team         | Wed | W | G | V | Ptn | DV | DT | +/− | Kwalificatie              |   | ROM | ITA | AZE | SWE |
| --- | ------------ | --- | - | - | - | --- | -- | -- | --- | ------------------------- | - | --- | --- | --- | --- |
| 1   | Roemenië     | 3   | 2 | 1 | 0 | 7   | 5  | 1  | +4  | Geplaatst voor eliteronde |   | —   | 2–1 | 3–0 | 0–0 |
| 2   | Italië       | 3   | 1 | 1 | 1 | 4   | 4  | 4  | 0   | Geplaatst voor eliteronde |   | —   | —   | 2–1 | 1–1 |
| 3   | Azerbeidzjan | 3   | 1 | 0 | 2 | 3   | 2  | 5  | −3  |                           |   | —   | —   | —   | 1–0 |
| 4   | Zweden       | 3   | 0 | 2 | 1 | 2   | 1  | 2  | −1  |                           | — | —   | —   | —   |     |

### Groep 4
De wedstrijden werden gespeeld tussen 21 oktober en 26 oktober in Cyprus.
| Pos | Team      | Wed | W | G | V | Ptn | DV | DT | +/− | Kwalificatie              |   | NOR | CYP | LAT | ISL |
| --- | --------- | --- | - | - | - | --- | -- | -- | --- | ------------------------- | - | --- | --- | --- | --- |
| 1   | Noorwegen | 3   | 1 | 2 | 0 | 5   | 7  | 5  | +2  | Geplaatst voor eliteronde |   | —   | 3–3 | 2–0 | 2–2 |
| 2   | Cyprus    | 3   | 1 | 2 | 0 | 5   | 6  | 4  | +2  | Geplaatst voor eliteronde |   | —   | —   | 2–0 | 1–1 |
| 3   | Letland   | 3   | 1 | 0 | 2 | 3   | 2  | 4  | −2  |                           |   | —   | —   | —   | 2–0 |
| 4   | IJsland   | 3   | 0 | 2 | 1 | 2   | 3  | 5  | −2  |                           | — | —   | —   | —   |     |

### Groep 5
De wedstrijden werden gespeeld tussen 8 november en 13 november in Israël.
| Pos | Team     | Wed | W | G | V | Ptn | DV | DT | +/− | Kwalificatie              |  | CZE | SRB | ISR | LTU |
| --- | -------- | --- | - | - | - | --- | -- | -- | --- | ------------------------- |  | --- | --- | --- | --- |
| 1   | Tsjechië | 3   | 2 | 0 | 1 | 6   | 3  | 2  | +1  | Geplaatst voor eliteronde |  | —   | 1–0 | 2–1 | 1–0 |
| 2   | Servië   | 3   | 1 | 1 | 1 | 4   | 1  | 1  | 0   | Geplaatst voor eliteronde |  | —   | —   | 1–0 | 0–0 |
| 3   | Israël   | 3   | 1 | 1 | 1 | 4   | 4  | 4  | 0   | Geplaatst voor eliteronde |  | —   | —   | —   | 2–2 |
| 4   | Litouwen | 3   | 0 | 2 | 1 | 2   | 2  | 3  | −1  |                           |  | —   | —   | —   | —   |

### Groep 6
De wedstrijden werden gespeeld tussen 10 november en 15 november in Oekraïne.
| Pos | Team            | Wed | W | G | V | Ptn | DV | DT | +/− | Kwalificatie              |   | UKR | SUI | MKD | KAZ |
| --- | --------------- | --- | - | - | - | --- | -- | -- | --- | ------------------------- | - | --- | --- | --- | --- |
| 1   | Oekraïne        | 3   | 2 | 1 | 0 | 7   | 6  | 1  | +5  | Geplaatst voor eliteronde |   | —   | 1–1 | 3–0 | 2–0 |
| 2   | Zwitserland     | 3   | 2 | 1 | 0 | 7   | 6  | 1  | +5  | Geplaatst voor eliteronde |   | —   | —   | 3–0 | 2–0 |
| 3   | Noord-Macedonië | 3   | 1 | 0 | 2 | 3   | 2  | 7  | −5  |                           |   | —   | —   | —   | 2–1 |
| 4   | Kazachstan      | 3   | 0 | 0 | 3 | 0   | 1  | 6  | −5  |                           | — | —   | —   | —   |     |

### Groep 7
De wedstrijden werden gespeeld tussen 8 oktober en 13 oktober in Noord-Ierland.
| Pos | Team          | Wed | W | G | V | Ptn | DV | DT | +/− | Kwalificatie              |   | GER | MNE | NIR | BLR |
| --- | ------------- | --- | - | - | - | --- | -- | -- | --- | ------------------------- | - | --- | --- | --- | --- |
| 1   | Duitsland     | 3   | 2 | 1 | 0 | 7   | 10 | 4  | +6  | Geplaatst voor eliteronde |   | —   | 2–0 | 5–1 | 3–3 |
| 2   | Montenegro    | 3   | 1 | 1 | 1 | 4   | 2  | 3  | −1  | Geplaatst voor eliteronde |   | —   | —   | 2–1 | 0–0 |
| 3   | Noord-Ierland | 3   | 1 | 0 | 2 | 3   | 5  | 8  | −3  |                           |   | —   | —   | —   | 3–1 |
| 4   | Wit-Rusland   | 3   | 0 | 2 | 1 | 2   | 4  | 6  | −2  |                           | — | —   | —   | —   |     |

### Groep 8
De wedstrijden werden gespeeld tussen 21 september en 26 september in Slovenië.
| Pos | Team      | Wed | W | G | V | Ptn | DV | DT | +/− | Kwalificatie              |   | BEL | SLO | SCO | WAL |
| --- | --------- | --- | - | - | - | --- | -- | -- | --- | ------------------------- | - | --- | --- | --- | --- |
| 1   | België    | 3   | 2 | 1 | 0 | 7   | 6  | 1  | +5  | Geplaatst voor eliteronde |   | —   | 0–0 | 3–1 | 3–0 |
| 2   | Slovenië  | 3   | 2 | 1 | 0 | 7   | 5  | 3  | +2  | Geplaatst voor eliteronde |   | —   | —   | 2–1 | 3–2 |
| 3   | Schotland | 3   | 1 | 0 | 2 | 3   | 5  | 6  | −1  |                           |   | —   | —   | —   | 3–1 |
| 4   | Wales     | 3   | 0 | 0 | 3 | 0   | 3  | 9  | −6  |                           | — | —   | —   | —   |     |

### Groep 9
De wedstrijden werden gespeeld tussen 11 november en 16 november in Turkije.
| Pos | Team      | Wed | W | G | V | Ptn | DV | DT | +/− | Kwalificatie              |   | GEO | TUR | POL | LUX |
| --- | --------- | --- | - | - | - | --- | -- | -- | --- | ------------------------- | - | --- | --- | --- | --- |
| 1   | Georgië   | 3   | 2 | 1 | 0 | 7   | 6  | 2  | +4  | Geplaatst voor eliteronde |   | —   | 1–1 | 3–1 | 2–0 |
| 2   | Turkije   | 3   | 1 | 2 | 0 | 5   | 6  | 3  | +3  | Geplaatst voor eliteronde |   | —   | —   | 2–2 | 3–0 |
| 3   | Polen     | 3   | 1 | 1 | 1 | 4   | 5  | 6  | −1  |                           |   | —   | —   | —   | 2–1 |
| 4   | Luxemburg | 3   | 0 | 0 | 3 | 0   | 1  | 7  | −6  |                           | — | —   | —   | —   |     |

### Groep 10
De wedstrijden werden gespeeld tussen 21 oktober en 26 oktober in Armenië.
| Pos | Team        | Wed | W | G | V | Ptn | DV | DT | +/− | Kwalificatie              |   | GRE | ARM | SVK | AND  |
| --- | ----------- | --- | - | - | - | --- | -- | -- | --- | ------------------------- | - | --- | --- | --- | ---- |
| 1   | Griekenland | 3   | 2 | 1 | 0 | 7   | 13 | 2  | +11 | Geplaatst voor eliteronde |   | —   | 2–1 | 1–1 | 10–0 |
| 2   | Armenië     | 3   | 2 | 0 | 1 | 6   | 4  | 3  | +1  | Geplaatst voor eliteronde |   | —   | —   | 2–1 | 1–0  |
| 3   | Slowakije   | 3   | 1 | 1 | 1 | 4   | 3  | 3  | 0   |                           |   | —   | —   | —   | 1–0  |
| 4   | Andorra     | 3   | 0 | 0 | 3 | 0   | 0  | 12 | −12 |                           | — | —   | —   | —   |      |

### Groep 11
De wedstrijden werden gespeeld tussen 10 november en 15 november in Nederland.
| Pos | Team      | Wed | W | G | V | Ptn | DV | DT | +/− | Kwalificatie              |   | CRO | NED | FIN | MDA |
| --- | --------- | --- | - | - | - | --- | -- | -- | --- | ------------------------- | - | --- | --- | --- | --- |
| 1   | Kroatië   | 3   | 2 | 1 | 0 | 7   | 8  | 2  | +6  | Geplaatst voor eliteronde |   | —   | 0–0 | 4–2 | 4–0 |
| 2   | Nederland | 3   | 2 | 1 | 0 | 7   | 5  | 0  | +5  | Geplaatst voor eliteronde |   | —   | —   | 2–0 | 3–0 |
| 3   | Finland   | 3   | 1 | 0 | 2 | 3   | 6  | 8  | −2  |                           |   | —   | —   | —   | 4–2 |
| 4   | Moldavië  | 3   | 0 | 0 | 3 | 0   | 2  | 11 | −9  |                           | — | —   | —   | —   |     |

### Groep 12
De wedstrijden werden gespeeld tussen 5 oktober en 10 oktober in Oostenrijk.
| Pos | Team       | Wed | W | G | V | Ptn | DV | DT | +/− | Kwalificatie              |   | DEN | AUT | ALB | MLT |
| --- | ---------- | --- | - | - | - | --- | -- | -- | --- | ------------------------- | - | --- | --- | --- | --- |
| 1   | Denemarken | 3   | 2 | 1 | 0 | 7   | 5  | 0  | +5  | Geplaatst voor eliteronde |   | —   | 0–0 | 1–0 | 4–0 |
| 2   | Oostenrijk | 3   | 1 | 2 | 0 | 5   | 3  | 0  | +3  | Geplaatst voor eliteronde |   | —   | —   | 0–0 | 3–0 |
| 3   | Albanië    | 3   | 1 | 1 | 1 | 4   | 4  | 1  | +3  |                           |   | —   | —   | —   | 4–0 |
| 4   | Malta      | 3   | 0 | 0 | 3 | 0   | 0  | 11 | −11 |                           | — | —   | —   | —   |     |

### Rangschikking derde plekken
Een van de landen die derde eindigden in de kwalificatieronde mocht deelnemen aan de eliteronde. Daarbij werd een rangschikking gemaakt om te bepalen om welk land dit ging. Als eerste werd gekeken naar het totaal aantal punten dat het land had verdiend in de kwalificatieronde. De resultaten tegen het land dat als vierde eindigde in de poule telde hierbij niet mee.
| Grp | Team            | Wed | W | G | V | Ptn | DV | DT | +/− | Kwalificatie              |
| --- | --------------- | --- | - | - | - | --- | -- | -- | --- | ------------------------- |
| 5   | Israël          | 2   | 1 | 0 | 1 | 3   | 2  | 2  | 0   | Geplaatst voor eliteronde |
| 10  | Slowakije       | 2   | 0 | 1 | 1 | 1   | 2  | 3  | −1  |                           |
| 12  | Albanië         | 2   | 0 | 1 | 1 | 1   | 0  | 1  | −1  |                           |
| 9   | Polen           | 2   | 0 | 1 | 1 | 1   | 3  | 5  | −2  |                           |
| 8   | Schotland       | 2   | 0 | 0 | 2 | 0   | 2  | 5  | −3  |                           |
| 11  | Finland         | 2   | 0 | 0 | 2 | 0   | 2  | 6  | −4  |                           |
| 2   | Bulgarije       | 2   | 0 | 0 | 2 | 0   | 2  | 6  | −4  |                           |
| 3   | Azerbeidzjan    | 2   | 0 | 0 | 2 | 0   | 1  | 5  | −4  |                           |
| 4   | Letland         | 2   | 0 | 0 | 2 | 0   | 0  | 4  | −4  |                           |
| 7   | Noord-Ierland   | 2   | 0 | 0 | 2 | 0   | 2  | 7  | −5  |                           |
| 6   | Noord-Macedonië | 2   | 0 | 0 | 2 | 0   | 0  | 6  | −6  |                           |
| 1   | Faeröer         | 2   | 0 | 0 | 2 | 0   | 2  | 12 | −10 |                           |

## Loting eliteronde
De loting voor de eliteronde werd gehouden op 29 november 2011 in het UEFA-hoofdkantoor in Nyon, Zwitserland. Bij de loting werden 28 deelnemende landen verdeeld in vier potten. Bij de verdeling werd rekening gehouden met de resultaten in de kwalificatieronde. De landen werden verdeeld over zeven poules.
| Pot A                                                                                        | Pot B                                                                            | Pot C                                                                    | Pot D                                                                     |
| -------------------------------------------------------------------------------------------- | -------------------------------------------------------------------------------- | ------------------------------------------------------------------------ | ------------------------------------------------------------------------- |
| - Engeland - Frankrijk - Spanje - Bosnië en Herzegovina - Portugal - Griekenland - Hongarije | - Duitsland - Kroatië - België - Oekraïne - Zwitserland - Nederland - Denemarken | - Georgië - Roemenië - Slovenië - Ierland - Armenië - Tsjechië - Turkije | - Oostenrijk - Noorwegen - Cyprus - Israël - Italië - Servië - Montenegro |

## Eliteronde

### Groep 1
De wedstrijden werden gespeeld tussen 25 mei en 30 mei in Tsjechië.
| Pos | Team      | Wed | W | G | V | Ptn | DV | DT | +/− | Kwalificatie                     |   | FRA | NED | NOR | CZE |
| --- | --------- | --- | - | - | - | --- | -- | -- | --- | -------------------------------- | - | --- | --- | --- | --- |
| 1   | Frankrijk | 3   | 3 | 0 | 0 | 9   | 11 | 2  | +9  | Geplaatst voor het hoofdtoernooi |   | —   | 6–0 | 3–1 | 2–1 |
| 2   | Nederland | 3   | 2 | 0 | 1 | 6   | 5  | 7  | −2  |                                  |   | —   | —   | 2–1 | 3–0 |
| 3   | Noorwegen | 3   | 1 | 0 | 2 | 3   | 3  | 5  | −2  |                                  | — | —   | —   | 1–0 |     |
| 4   | Tsjechië  | 3   | 0 | 0 | 3 | 0   | 1  | 6  | −5  |                                  | — | —   | —   | —   |     |

### Groep 2
De wedstrijden werden gespeeld tussen 25 mei en 30 mei in Engeland.
| Pos | Team        | Wed | W | G | V | Ptn | DV | DT | +/− | Kwalificatie                     |   | ENG | MNE | SUI | SLO |
| --- | ----------- | --- | - | - | - | --- | -- | -- | --- | -------------------------------- | - | --- | --- | --- | --- |
| 1   | Engeland    | 3   | 2 | 1 | 0 | 7   | 7  | 1  | +6  | Geplaatst voor het hoofdtoernooi |   | —   | 1–1 | 1–0 | 5–0 |
| 2   | Montenegro  | 3   | 1 | 1 | 1 | 4   | 4  | 2  | +2  |                                  |   | —   | —   | 3–0 | 0–1 |
| 3   | Zwitserland | 3   | 1 | 0 | 2 | 3   | 2  | 4  | −2  |                                  | — | —   | —   | 2–0 |     |
| 4   | Slovenië    | 3   | 1 | 0 | 2 | 3   | 1  | 7  | −6  |                                  | — | —   | —   | —   |     |

### Groep 3
De wedstrijden werden gespeeld tussen 25 mei en 30 mei in Servië.
| Pos | Team      | Wed | W | G | V | Ptn | DV | DT | +/− | Kwalificatie                     |   | SRB | GER | ROM | HUN |
| --- | --------- | --- | - | - | - | --- | -- | -- | --- | -------------------------------- | - | --- | --- | --- | --- |
| 1   | Servië    | 3   | 2 | 1 | 0 | 7   | 6  | 2  | +4  | Geplaatst voor het hoofdtoernooi |   | —   | 2–2 | 3–0 | 1–0 |
| 2   | Duitsland | 3   | 1 | 2 | 0 | 5   | 6  | 3  | +3  |                                  |   | —   | —   | 1–1 | 3–0 |
| 3   | Roemenië  | 3   | 1 | 1 | 1 | 4   | 5  | 4  | +1  |                                  | — | —   | —   | 4–0 |     |
| 4   | Hongarije | 3   | 0 | 0 | 3 | 0   | 0  | 8  | −8  |                                  | — | —   | —   | —   |     |

### Groep 4
De wedstrijden werden gespeeld tussen 26 mei en 31 mei in Portugal.
| Pos | Team     | Wed | W | G | V | Ptn | DV | DT | +/− | Kwalificatie                     |   | POR | UKR | IRL | ISR |
| --- | -------- | --- | - | - | - | --- | -- | -- | --- | -------------------------------- | - | --- | --- | --- | --- |
| 1   | Portugal | 3   | 3 | 0 | 0 | 9   | 11 | 1  | +10 | Geplaatst voor het hoofdtoernooi |   | —   | 3–0 | 1–0 | 7–1 |
| 2   | Oekraïne | 3   | 2 | 0 | 1 | 6   | 5  | 3  | +2  |                                  |   | —   | —   | 3–0 | 2–0 |
| 3   | Ierland  | 3   | 0 | 1 | 2 | 1   | 1  | 5  | −4  |                                  | — | —   | —   | 1–1 |     |
| 4   | Israël   | 3   | 0 | 1 | 2 | 1   | 2  | 10 | −8  |                                  | — | —   | —   | —   |     |

### Groep 5
De wedstrijden werden gespeeld tussen 23 mei en 28 mei in Denemarken.
| Pos | Team        | Wed | W | G | V | Ptn | DV | DT | +/− | Kwalificatie                     |   | GRE | DEN | TUR | CYP |
| --- | ----------- | --- | - | - | - | --- | -- | -- | --- | -------------------------------- | - | --- | --- | --- | --- |
| 1   | Griekenland | 3   | 3 | 0 | 0 | 9   | 8  | 0  | +8  | Geplaatst voor het hoofdtoernooi |   | —   | 2–0 | 3–0 | 3–0 |
| 2   | Denemarken  | 3   | 2 | 0 | 1 | 6   | 9  | 5  | +4  |                                  |   | —   | —   | 3–1 | 6–2 |
| 3   | Turkije     | 3   | 1 | 0 | 2 | 3   | 6  | 6  | 0   |                                  | — | —   | —   | 5–0 |     |
| 4   | Cyprus      | 3   | 0 | 0 | 3 | 0   | 2  | 14 | −12 |                                  | — | —   | —   | —   |     |

### Groep 6
De wedstrijden werden gespeeld tussen 25 mei en 30 mei in Kroatië.
| Pos | Team                  | Wed | W | G | V | Ptn | DV | DT | +/− | Kwalificatie                     |   | CRO | GEO | AUT | BIH |
| --- | --------------------- | --- | - | - | - | --- | -- | -- | --- | -------------------------------- | - | --- | --- | --- | --- |
| 1   | Kroatië               | 3   | 2 | 1 | 0 | 7   | 7  | 3  | +4  | Geplaatst voor het hoofdtoernooi |   | —   | 3–1 | 2–2 | 2–0 |
| 2   | Georgië               | 3   | 2 | 0 | 1 | 6   | 7  | 6  | +1  |                                  |   | —   | —   | 2–1 | 4–2 |
| 3   | Oostenrijk            | 3   | 1 | 1 | 1 | 4   | 5  | 4  | +1  |                                  | — | —   | —   | 2–0 |     |
| 4   | Bosnië en Herzegovina | 3   | 0 | 0 | 3 | 0   | 2  | 8  | −6  |                                  | — | —   | —   | —   |     |

### Groep 7
De wedstrijden werden gespeeld tussen 23 mei en 28 mei in Italië.
| Pos | Team    | Wed | W | G | V | Ptn | DV | DT | +/− | Kwalificatie                     |   | ESP | ITA | BEL | ARM |
| --- | ------- | --- | - | - | - | --- | -- | -- | --- | -------------------------------- | - | --- | --- | --- | --- |
| 1   | Spanje  | 3   | 3 | 0 | 0 | 9   | 6  | 3  | +3  | Geplaatst voor het hoofdtoernooi |   | —   | 2–1 | 2–1 | 2–1 |
| 2   | Italië  | 3   | 2 | 0 | 1 | 6   | 7  | 4  | +3  |                                  |   | —   | —   | 2–1 | 4–1 |
| 3   | België  | 3   | 0 | 1 | 2 | 1   | 3  | 5  | −2  |                                  | — | —   | —   | 1–1 |     |
| 4   | Armenië | 3   | 0 | 1 | 2 | 1   | 3  | 7  | −4  |                                  | — | —   | —   | —   |     |